# Nádraží Veleslavín (métro de Prague)
Nádraží Veleslavín est une station de métro à Prague, en Tchéquie. Située sur la ligne A du métro de Prague entre Petřiny et Bořislavka, elle est ouverte depuis le 6 avril 2015.